# Ерік Кантона
Ерік Даніель П'єр Кантона (фр. Éric Daniel Pierre Cantona; народився 24 травня 1966 року в Марселі, Франція) — французький футболіст, нападник. Найвідоміший виступами за збірну Франції і англійський клуб «Манчестер Юнайтед», з яким виграв чотири чемпіонські титули Прем'єр-ліги. Досі є легендою серед уболівальників «Юнайтед», які дали йому прізвисько «Король Ерік» (King Eric). Завершив кар'єру гравця в 1997 році, після чого знімався в кіно. Однією з робіт Еріка Кантона як актора стала роль Монсеньйора де Фуа в історичній драмі «Єлизавета». Нині працює головним тренером збірної Франції з пляжного футболу. Йому присвятив фільм «У пошуках Еріка» британський кінорежисер Кен Лоуч.

## Кар'єра у Франції
Кантона почав футбольну кар'єру у французькому «Осері». Провівши два роки в молодіжному складі, 1983 року дебютував за основну команду.
У 1984 році Кантона був призваний на військову службу. Через рік він був демобілізований і відданий в оренду в «Мартіг», клуб другого дивізіону французького чемпіонату. У 1986 році Ерік повернувся в «Осер» і підписав з клубом контракт. Молодого нападника зауважив головний тренер збірної Франції Анрі Мішель, і в 1987 році Кантона викликали до національної збірної. У тому ж році вперше проявилися дисциплінарні проблеми: Ерік вдарив в обличчя свого одноклубника Бруно Мартіні, за що був оштрафований на велику суму.
У наступному році Кантона отримав 3 місяці дискваліфікації за небезпечний підкат проти захисника «Нанта» Мішеля Дер Закаріана. На рівні збірної Ерік домігся успіху, вигравши зі збірної Франції (до 21 року) молодіжний чемпіонат Європи, після завершення якого перейшов у «Марсель» (клуб, за який він вболівав з дитинства) за рекордну для Франції суму в 2 мільйони фунтів. Дисциплінарні порушення тривали: Кантона в телевізійному інтерв'ю публічно назвав тренера збірної Франції Анрі Мішеля «мішком лайна», за що був відсторонений від ігор за національну збірну на рік. У січні 1989 року під час товариського матчу «Марселя» проти московського «Торпедо» Кантона, незадоволений своєю заміною, вибив м'яч на трибуни, порвав на собі футболку і кинув її в арбітра. Клуб відсторонив його від ігор на місяць.
У 1989 році Кантона перейшов у «Бордо» на правах оренди, а через 6 місяців був орендований на рік клубом «Монпельє». В «Монпельє» Кантона під час сварки з одноклубником Жаном-Клодом Лемультом кинув бутси йому в обличчя. Після цього інциденту шість одноклубників зажадали, щоб Кантона пішов з команди, однак за нього заступилися Лоран Блан і Карлос Вальдеррама, і Ерік відбувся десятиденною дискваліфікацією. Кантона допоміг «Монпельє» виграти Кубок Франції, забивши в цьому турнірі 6 голів у 4 зустрічах, у тому числі переможний гол у півфіналі турніру. Керівництво «Марселя» вирішило повернути набравшого відмінну форму Еріка в команду. Кантона пристойно заграв в «Марселі», який тепер очолював Франц Беккенбауер, але президент клубу Бернар Тапі був незадоволений результатами, які показувала команда, і звільнив Беккенбауера. Новим тренером «Марселя» був призначений Раймон Гуталс, з яким у Кантона відразу не склалися відносини, так само як і з президентом клубу. Після перемоги «Марселя» в чемпіонаті Франції в 1991 році Кантона перейшов у «Нім Олімпік».
У грудні 1991 року, граючи за «Нім», Кантона, незгідний з рішенням арбітра, кинув у нього м'яч. Після цього Еріка викликали в дисциплінарний комітет Федерації футболу Франції і дискваліфікували на один місяць. Почувши рішення комітету, Кантона підійшов до кожного з його членів, назвавши їх «ідіотами». Дискваліфікацію продовжили до трьох місяців. Це було остаточним ударом для Кантона, який оголосив про завершення футбольної кар'єри в грудні 1991 року.
Тренер національної збірної Мішель Платіні, пристрасний шанувальник Кантона, переконав його продовжити кар'єру гравця. За порадою Жерара Ульє Ерік вирішив змінити чемпіонат і переїхати в Англію.

## Кар'єра в Англії

### Лідс Юнайтед
6 листопада 1991 року, після перемоги «Ліверпуля» над «Осером» з рахунком 3:0 у матчі-відповіді другого кола Кубка УЄФА на «Енфілді», тренер «Ліверпуля» Грем Сунесс зустрівся з Мішелем Платіні. Платіні сказав, що знає гравця, який хотів би грати за «Ліверпуль», та ім'я цього гравця — Ерік Кантона. Сунесс подякував Платіні за пропозицію, але вважав за найкраще відмовитися, не бажаючи зв'язуватися з «проблемним» гравцем. У січні 1992 року Кантона перейшов у «Шеффілд Венсдей» на умовах випробувального контракту. Через деякий час йому запропонували продовжити випробувальний термін на тиждень, але Кантона відмовився і перейшов у «Лідс Юнайтед» за 900 тисяч фунтів. У цьому ж році «Лідс» виграв останній чемпіонат Англії «старого зразка» (Перший дивізіон) — у наступному році була утворена Англійська Прем'єр-ліга. Кантона допоміг клубу виграти Суперкубок Англії 1992 року в матчі проти «Ліверпуля». «Лідс» переміг з рахунком 4:3, а Кантона в цьому матчі зробив «хет-трик».
У листопаді 1992 року Кантона перейшов у «Манчестер Юнайтед» за 1,2 млн фунтів. Говард Вілкінсон, головний тренер «Лідса», хотів позбутися Кантона, тоді як прихильники клубу сприйняли цю новину негативно. Після відходу Кантона «Лідс» провів невдалий сезон в Англійській Прем'єр-лізі сезону 1992/93, зайнявши 17 місце з 22-х.

### Манчестер Юнайтед
Кантона дебютував за «Манчестер Юнайтед» на Ештадіу да Луж в Лісабоні в товариському матчі проти «Бенфіки», який проводився на честь 50-річчя Еусебіу. Першу гру за «Манчестер Юнайтед» у чемпіонаті Кантона провів 6 грудня 1992 року, вийшовши на заміну у другому таймі манкуніанського дербі проти «Манчестер Сіті» на «Олд Траффорд». «Юнайтед» виграв цю зустріч з рахунком 2:1.
До підписання Еріка Кантона сезон 1992/93 починався не найкращим чином для «Манчестер Юнайтед». У команди виникла проблема із забиванням голів: Брайан Макклер і Марк Г'юз явно не набрали форму, а набутий влітку Діон Дублін зламав ногу на самому початку сезону. Кантона допоміг «Манчестеру» подолати ігрову кризу, швидко вписавшись у гру команди. Він не тільки забивав голи, але і створював гольові моменти для інших гравців. Перший гол за «Юнайтед» Ерік забив у матчі проти «Челсі» на «Стемфорд Брідж» 19 грудня 1992 року (зустріч завершилася внічию — 1:1) . 9 січня 1993 року в зустрічі з «Тоттенхем Хотспур» Кантона забив один м'яч і взяв участь в інших голах своєї команди, матч завершився перемогою «Юнайтед» з рахунком 4:1. Однак талант Еріка був порівнянний з його важким характером: у матчі з «Лідс Юнайтед» на «Елланд Роуд» Кантона плюнув в одного з уболівальників «Лідса», за що був оштрафований керівництвом Прем'єр-ліги на 1 тис. фунтів.
Протягом наступних двох років «Манчестер Юнайтед» демонстрував чудову форму, вигравши перший в історії розіграш Англійської Прем'єр-ліги в сезоні 1992/93 (Кантона став єдиним гравцем, який виграв два чемпіонські титули поспіль з різними клубами). У наступному сезоні «Юнайтед» зробив «дубль», додавши до чемпіонського титулу Кубок Англії, здолавши у фінальному матчі лондонський «Челсі» з рахунком 4:0 (Кантона забив два голи з пенальті). Французького нападника визнали найкращим гравцем сезону 1993/94 за версією Професійної футбольної асоціації Англії. Дисциплінарні проблеми продовжували переслідувати Еріка — за сезон він отримав рекордні 4 червоні картки у Прем'єр-лізі.
Наступний сезон був затьмарений інцидентом, що стався 25 січня 1995 року в гостьовому матчі проти «Крістал Пелас». Під час матчу захисник господарів Річард Шоу прихопив Еріка за футболку, на що запальний француз відповів, вдаривши кривдника ногою. Суддя негайно пред'явив французові червону картку. Залишаючи поле, Кантона піддався на провокацію вболівальника «Кристал Пелас» Меттью Сіммонса, встрибнувши на трибуни і вдаривши останнього ногою в стилі «кун-фу», після чого завдав серію ударів кулаками.
Пізніше Сіммонсу були пред'явлені звинувачення в загрозливих заявах і поведінці, а після оголошення вердикту «винен» хуліган накинувся на державного обвинувача прямо в залі засідання, перестрибнувши лаву і завдавши служителю закону такий же удар в стрибку, який раніше завдав йому Кантона. Сіммонса засудили до 7 днів тюремного ув'язнення, але фактично він провів за ґратами лише 24 години, після чого був відпущений. На прес-конференції, яка відбулася пізніше, Кантона вимовив одну зі своїх найвідоміших фраз. Відповідаючи на заяву, що журналісти будуть постійно стежити за його поведінкою, Кантона сказав: «Якщо чайки летять за трейлером, то це тільки тому, що вони чекають, коли сардини викинуть у море.» Після цієї фрази Ерік піднявся зі свого місця і залишив зал, залишивши в подиві присутніх репортерів. Його засудили до 120 годин виправних робіт за напад на вболівальника, дискваліфікували від всіх ігор до жовтня наступного року і виписали штраф у розмірі 10 тисяч фунтів.
Виконавчий директор ФА Грем Келлі назвав цей інцидент «ганебною плямою» на репутації футболу. «Манчестер Юнайтед» додатково оштрафував Кантона в розмірі його двох тижневих зарплат. Крім того, Еріка позбавили капітанської пов'язки в збірній Франції. «Юнайтед» в тому сезоні поступився чемпіонським титулом «Блекберну».
Після цього інциденту багато говорили про те, що Кантона виїде з Англії, коли завершиться його дискваліфікація, але сер Алекс Фергюсон переконав його залишитися в команді. На початку нового сезону «Юнайтед» продав ряд ключових гравців, замінивши їх футболістами з молодіжної команди, тому мало хто бачив у «МЮ» реальних претендентів на чемпіонство. Величезна увага була прикута до першої гри Кантона після відбуття дискваліфікації проти «Ліверпуля» 1 жовтня 1995 року. Протягом 2 хвилин після початку зустрічі Кантона зробив гольову передачу на Нікі Батта, а потім забив гол з пенальті, призначеного за знос Райана Гіггза. Вісім місяців без ігрової практики позначалися на кондиціях Еріка, і він набрав гарну форму тільки до Різдва. Його голи допомогли «Манчестеру» повернутися в чемпіонську гонку, хоча в січні 1995 року «Юнайтед» відставав від лідируючого «Ньюкасла» на 12 очок. Пішла серія переможних матчів з мінімальним рахунком 1:0, в яких забивав Кантона, і вирішальна перемога з рахунком 3:0 над «Мідлсбро» на «Ріверсайд Стедіум», яка стала визначальною у боротьбі за чемпіонський титул (перший гол у цій грі забив Кантона). У фіналі Кубка Англії проти «Ліверпуля» Ерік забив гол, який виявився переможним. За 5 хвилин до завершення матчу після подачі кутового зліва голкіпер «Ліверпуля» Девід Джеймс зіграв на виході, вибивши м'яч кулаками в поле. М'яч відлетів до лінії штрафної, де на нього чекав Кантона, який відправив шкіряну сферу відмінним ударом правої ноги «парашутом» у сітку воріт. «Юнайтед» переміг, а французький нападник став першим іноземним футболістом, який підняв Кубок Англії в ранзі капітана. Кантона спокутував свою провину за торішній скандал своєю чудовою грою, а на прес-конференції після закінчення матчу заявив: «Знаєте, таке життя. У ньому бувають злети і падіння.» «Манчестер Юнайтед» став першим англійським клубом, що здобув «дубль»(чемпіонат і Кубок Англії) два рази.
Кантона вів «Манчестер Юнайтед» до все нових перемог і надихав своїм прикладом молодих футболістів — Райана Гіггза, Девіда Бекхема, Пола Скоулза і Гарі Невілла. «Юнайтед» захистив чемпіонський титул у сезоні 1996/97, а Кантона став чемпіоном у четвертий раз за п'ять років свого перебування в «Юнайтед» (або в шостий раз за сім років, якщо враховувати титули, виграні з «Марселем» і «Лідсом») — виключенням став лише 1995 рік, більшу частину якого Ерік пропустив через дискваліфікацію. В кінці сезону 1996/97, після поразки «Манчестера» від дортмундської «Боруссії» у півфіналі Ліги чемпіонів, 30-річний Кантона оголосив, що він завершує футбольну кар'єру. Ця новина шокувала вболівальників «Юнайтед», для яких Ерік став живою легендою. Останнім офіційним матчем француза за «Манчестер Юнайтед» стала зустріч проти «Вест Хема» 11 травня 1997 року. Через п'ять днів, 16 травня, Кантона зіграв свій прощальний матч, товариську зустріч проти «Ковентрі Сіті», що проводилася в данину пам'яті про Девіда Бусста на «Хайфілд Роуд». Гра закінчилася з рахунком 2:2, Ерік забив обидва м'ячі за «Юнайтед». Всього за свою кар'єру в клубі Кантона забив 65 голів в Англійській Прем'єр-лізі, 11 голів в Кубку Англії і 5 голів у Лізі чемпіонів.
У 2004 році Кантона заявив: «Я такий гордий, що вболівальники все ще співають моє ім'я, але боюся, що завтра вони перестануть. Боюся, тому що я люблю це. А все, що ми любимо, ми боїмося втратити.»
У 2006 році в газеті «The Sun» було опубліковано заяву Еріка про те, що «Манчестер Юнайтед» «втратив свою душу», а нинішній склад команди — «стадо баранів». Легенда «Олд Траффорд» згадував часи яскравих особистостей, шоу-менів, начебто себе і Джорджа Беста, скаржився, що ці часи пройшли, звинуватив «червоних дияволів» у зраді свого ігрового стилю на догоду нудного футболу, націленому на результат. У серпні того ж року в сьомому номері журналу «United Magazine» вийшла стаття, де Кантона заявив, що він повернеться у «Манчестер Юнайтед» лише як «перший номер» (тобто лише як головний тренер, а не асистент) і в цьому випадку створить команду «несхожу на жодну іншу», яка буде грати так, як особисто він, Ерік Кантона, вважає, потрібно грати у футбол.
Кантона виступив проти придбання клубу Глейзера і заявив, що він не повернеться в «Манчестер Юнайтед», навіть як головний тренер, поки сім'я Глейзерів володіє клубом. Ця заява розчарувала багатьох уболівальників «Манчестер Юнайтед»: за результатами опитування, проведеного влітку 2000 року більшість уболівальників клубу проголосувала за кандидатуру Кантона як майбутнього головного тренера команди після відходу сера Алекса Фергюсона.

## Кар'єра в збірній
Ерік Кантона дебютував за збірну, очолювану тоді Анрі Мішелем, в матчі проти команди ФРН в серпні 1987 року. У вересні 1988 року Кантона, засмучений тим, що його не включили до складу збірної, образив Мішеля в ході телевізійного інтерв'ю, за що був дискваліфікований головним тренером французів від участі у всіх міжнародних матчах на невизначений час. Однак Мішеля незабаром звільнили за непотрапляння Франції на чемпіонат світу 1990 року.
Новим тренером збірної Франції був призначений Мішель Платіні. Він відразу повернув до збірної Еріка Кантона, який був одним з його фаворитів. Платіні заявив, що Кантона буде викликатися до збірної, поки він грає у футбол на високому рівні. Він був ініціатором переїзду Еріка в Англію після періоду невдач у французькому чемпіонаті. Франція пробилася на чемпіонат Європи 1992, що проходив у Швеції, але не змогла виграти жодного матчу, незважаючи на багатообіцяючу партнерство нападників Еріка Кантона і Жана-П'єра Папена. Після завершення чемпіонату Європи Платіні пішов у відставку, поступившись місцем головного тренера національної команди Жерару Ульє.
Франція під керівництвом Ульє не змогла пробитися на чемпіонат світу 1994 року в США, програвши у вирішальному кваліфікаційному матчі збірній Болгарії з рахунком 1:2. Помилка півзахисника французів Давида Жінола призвела до голу болгарського форварда Еміла Костадінова, що став переможним для Болгарії. Після матчу Кантона звинуватив у поразці Жінола. Ульє був звільнений, а новим тренером збірної став Еме Жаке.
Жаке почав перебудовувати гру національної збірної під час підготовки до чемпіонату Європи 1996 року і призначив Кантона капітаном. Проте вже в січні 1995 року стався інцидент у «Селхерст Парк», після чого Кантона отримав тривалу дискваліфікацію. До моменту завершення дискваліфікації Кантона втратив свою роль плеймейкера французької збірної через появу нової зірки в особі молодого Зінедіна Зідана. Жаке оновив склад збірної, запросивши ряд молодих футболістів, і почав будувати гру навколо Зідана. Кантона, Папен і Жінола більше не викликалися до збірної, пропустивши Євро-1996. Багато хто критикував Жаке за те, що він відмовився від запрошення в збірну Еріка Кантона, який набрав чудову форму в Англійській Прем'єр-лізі, але головний тренер французів заявив, що збірна добре грає і без Кантона і він вірить в молодих гравців.
Кантона досі зберігає образу на керівництво національної збірної Франції, одночасно захоплюючись своєю «надбаною батьківщиною»: під час Євро-2004 і чемпіонату світу 2006 Кантона вболівав за збірну Англії, а не за Францію.

### Матчі і голи Кантона за збірну Франції
| Матчі і голи Кантона за збірну Франції | Матчі і голи Кантона за збірну Франції | Матчі і голи Кантона за збірну Франції | Матчі і голи Кантона за збірну Франції | Матчі і голи Кантона за збірну Франції | Матчі і голи Кантона за збірну Франції |
| -------------------------------------- | -------------------------------------- | -------------------------------------- | -------------------------------------- | -------------------------------------- | -------------------------------------- |
| №                                      | Дата                                   | Суперник                               | Рахунок                                | Голи Кантона                           | Змагання                               |
| 1                                      | 12 серпня 1987                         | ФРН                                    | 1 : 2                                  | 1                                      | Товариський матч                       |
| 2                                      | 14 жовтня 1987                         | Норвегія                               | 1 : 1                                  | -                                      | Відбіркові матчі ЧЄ-1988               |
| 3                                      | 18 листопада 1987                      | НДР                                    | 0 : 1                                  | -                                      | Відбіркові матчі ЧЄ-1988               |
| 4                                      | 27 січня 1988                          | Ізраїль                                | 1 : 1                                  | -                                      | Товариський матч                       |
| 5                                      | 23 березня 1988                        | Іспанія                                | 2 : 1                                  | -                                      | Товариський матч                       |
| 6                                      | 16 серпня 1989                         | Швеція                                 | 4 : 2                                  | 2                                      | Товариський матч                       |
| 7                                      | 5 вересня 1989                         | Норвегія                               | 1 : 1                                  | -                                      | Відбіркові матчі ЧС-1990               |
| 8                                      | 11 жовтня 1989                         | Шотландія                              | 3 : 0                                  | 1                                      | Відбіркові матчі ЧС-1990               |
| 9                                      | 18 листопада 1989                      | Кіпр                                   | 2 : 0                                  | -                                      | Відбіркові матчі ЧС-1990               |
| 10                                     | 21 січня 1990                          | Кувейт                                 | 1 : 0                                  | -                                      | Товариський матч                       |
| 11                                     | 24 січня 1990                          | НДР                                    | 3 : 0                                  | 2                                      | Товариський матч                       |
| 12                                     | 28 лютого 1990                         | ФРН                                    | 2 : 1                                  | 1                                      | Товариський матч                       |
| 13                                     | 28 березня 1990                        | Угорщина                               | 3 : 1                                  | 2                                      | Товариський матч                       |
| 14                                     | 15 серпня 1990                         | Польща                                 | 0 : 0                                  | -                                      | Товариський матч                       |
| 15                                     | 5 вересня 1990                         | Ісландія                               | 2 : 1                                  | 1                                      | Відбіркові матчі ЧЄ-1992               |
| 16                                     | 13 жовтня 1990                         | Чехословаччина                         | 2 : 1                                  | -                                      | Відбіркові матчі ЧЄ-1992               |
| 17                                     | 20 лютого 1991                         | Іспанія                                | 3 : 1                                  | -                                      | Відбіркові матчі ЧЄ-1992               |
| 18                                     | 30 березня 1991                        | Албанія                                | 5 : 0                                  | -                                      | Відбіркові матчі ЧЄ-1992               |
| 19                                     | 12 жовтня 1991                         | Іспанія                                | 2 : 1                                  | -                                      | Відбіркові матчі ЧЄ-1992               |
| 20                                     | 20 листопада 1991                      | Ісландія                               | 3 : 1                                  | 2                                      | Відбіркові матчі ЧЄ-1992               |
| 21                                     | 19 лютого 1992                         | Англія                                 | 0 : 2                                  | -                                      | Товариський матч                       |
| 22                                     | 25 березня 1992                        | Бельгія                                | 3 : 3                                  | -                                      | Товариський матч                       |
| 23                                     | 27 травня 1992                         | Швейцарія                              | 1 : 2                                  | -                                      | Товариський матч                       |
| 24                                     | 5 червня 1992                          | Нідерланди                             | 1 : 1                                  | -                                      | Товариський матч                       |
| 25                                     | 10 червня 1992                         | Швеція                                 | 1 : 1                                  | -                                      | Фінальні матчі ЧЄ-1992                 |
| 26                                     | 14 червня 1992                         | Англія                                 | 0 : 0                                  | -                                      | Фінальні матчі ЧЄ-1992                 |
| 27                                     | 17 червня 1992                         | Данія                                  | 1 : 2                                  | -                                      | Фінальні матчі ЧЄ-1992                 |
| 28                                     | 14 жовтня 1992                         | Австрія                                | 2 : 0                                  | 1                                      | Відбіркові матчі ЧС-1994               |
| 29                                     | 14 листопада 1992                      | Фінляндія                              | 2 : 1                                  | 1                                      | Відбіркові матчі ЧС-1994               |
| 30                                     | 17 лютого 1993                         | Ізраїль                                | 4 : 0                                  | 1                                      | Відбіркові матчі ЧС-1994               |
| 31                                     | 28 квітня 1993                         | Швеція                                 | 2 : 1                                  | 2                                      | Відбіркові матчі ЧС-1994               |
| 32                                     | 28 липня 1993                          | Росія                                  | 3 : 1                                  | 1                                      | Товариський матч                       |
| 33                                     | 28 серпня 1993                         | Швеція                                 | 1 : 1                                  | -                                      | Відбіркові матчі ЧС-1994               |
| 34                                     | 8 вересня 1993                         | Фінляндія                              | 2 : 0                                  | -                                      | Відбіркові матчі ЧС-1994               |
| 35                                     | 13 жовтня 1993                         | Ізраїль                                | 2 : 3                                  | -                                      | Відбіркові матчі ЧС-1994               |
| 36                                     | 17 листопада 1993                      | Болгарія                               | 1 : 2                                  | 1                                      | Відбіркові матчі ЧС-1994               |
| 37                                     | 16 лютого 1994                         | Італія                                 | 1 : 0                                  | -                                      | Товариський матч                       |
| 38                                     | 25 травня 1994                         | Австралія                              | 1 : 0                                  | 1                                      | Кубок Кирин                            |
| 39                                     | 29 травня 1994                         | Японія                                 | 4 : 1                                  | -                                      | Кубок Кирин                            |
| 40                                     | 17 серпня 1994                         | Чехія                                  | 2 : 2                                  | -                                      | Товариський матч                       |
| 41                                     | 7 вересня 1994                         | Словаччина                             | 0 : 0                                  | -                                      | Відбіркові матчі ЧЄ-1996               |
| 42                                     | 8 жовтня 1994                          | Румунія                                | 0 : 0                                  | -                                      | Відбіркові матчі ЧЄ-1996               |
| 43                                     | 16 листопада 1994                      | Польща                                 | 0 : 0                                  | -                                      | Відбіркові матчі ЧЄ-1996               |
| 44                                     | 13 грудня 1994                         | Азербайджан                            | 2 : 0                                  | -                                      | Відбіркові матчі ЧЄ-1996               |
| 45                                     | 18 січня 1995                          | Нідерланди                             | 1 : 0                                  | -                                      | Товариський матч                       |

Всього: 45 матчів / 20 голів; 25 перемог, 13 ничиїх, 7 поразок.

## Командні досягнення
Марсель
- Чемпіон Франції: 1988/89, 1990/91
- Володар Кубка Франції: 1988/89

 Монпельє
- Володар Кубка Франції: 1989/90

 Лідс Юнайтед
- Чемпіон Першого дивізіону: 1991/92
- Володар Суперкубка Англії: 1992

 Манчестер Юнайтед
- Чемпіон Прем'єр-ліги (4): 1992/93, 1993/94, 1995/96, 1996/97
- Володар Кубка Англії (2): 1993/94, 1995/96
- Володар Суперкубка Англії (3): 1993, 1994, 1996

 Франція
- Чемпіон Європи (U-21): 1988

## Особисті досягнення
- Володар «Бронзового м'яча» третього футболіста Європи (за версією журналу «France Football»): 1993
- Найкращий футболіст Європи (за версією журналу «Onze Mondial»): 1996
- Футболіст року за версією Асоціації футбольних журналістів: 1996
- Гравець року за версією футболістів ПФА: 1994
- Входить до списку «ФІФА 100»
- Включений в Зал слави англійського футболу: 2002

## Статистика виступів
| Клуб                | Сезон             | Ліга | Ліга | Кубки | Кубки | Єврокубки | Єврокубки | Другие | Другие | Всього | Всього |
| Клуб                | Сезон             | Ігри | Голи | Ігри  | Голи  | Ігри      | Голи      | Ігри   | Голи   | Ігри   | Голи   |
| ------------------- | ----------------- | ---- | ---- | ----- | ----- | --------- | --------- | ------ | ------ | ------ | ------ |
| «Осер»              | 1983–84           | 2    | 0    | 0     | 0     | 0         | 0         | 0      | 0      | 2      | 0      |
| «Осер»              | 1984–85           | 5    | 2    | 0     | 0     | 0         | 0         | 0      | 0      | 5      | 2      |
| «Осер»              | 1985–86           | 7    | 0    | 0     | 0     | 1         | 0         | 0      | 0      | 8      | 0      |
| «Осер»              | 1986–87           | 36   | 13   | 4     | 4     | 0         | 0         | 0      | 0      | 40     | 17     |
| «Осер»              | 1987–88           | 32   | 8    | 5     | 1     | 2         | 1         | 0      | 0      | 39     | 10     |
| «Осер»              | Всього            | 82   | 23   | 9     | 5     | 3         | 1         | 0      | 0      | 94     | 29     |
| «Мартіг»            | 1985–86           | 15   | 4    | 0     | 0     | 0         | 0         | 0      | 0      | 15     | 4      |
| «Мартіг»            | Всього            | 15   | 4    | 0     | 0     | 0         | 0         | 0      | 0      | 15     | 4      |
| «Олімпік» (Марсель) | 1988–89           | 22   | 5    | 0     | 0     | 0         | 0         | 0      | 0      | 22     | 5      |
| «Олімпік» (Марсель) | 1989–90           | 0    | 0    | 0     | 0     | 0         | 0         | 0      | 0      | 0      | 0      |
| «Олімпік» (Марсель) | 1990–91           | 18   | 8    | 0     | 0     | 3         | 1         | 0      | 0      | 21     | 9      |
| «Олімпік» (Марсель) | Всього            | 40   | 13   | 0     | 0     | 3         | 1         | 0      | 0      | 43     | 14     |
| «Бордо»             | 1988–89           | 11   | 6    | 1     | 0     | 0         | 0         | 0      | 0      | 12     | 6      |
| «Бордо»             | Всього            | 11   | 6    | 1     | 0     | 0         | 0         | 0      | 0      | 12     | 6      |
| «Монпельє»          | 1989–90           | 33   | 10   | 6     | 4     | 0         | 0         | 0      | 0      | 39     | 14     |
| «Монпельє»          | Всього            | 33   | 10   | 6     | 4     | 0         | 0         | 0      | 0      | 39     | 14     |
| «Нім Олімпік»       | 1991–92           | 16   | 2    | 0     | 0     | 0         | 0         | 0      | 0      | 16     | 2      |
| «Нім Олімпік»       | Всього            | 16   | 2    | 0     | 0     | 0         | 0         | 0      | 0      | 16     | 2      |
| «Лідс Юнайтед»      | 1991–92           | 15   | 3    | 0     | 0     | 0         | 0         | 0      | 0      | 15     | 3      |
| «Лідс Юнайтед»      | 1992–93           | 13   | 6    | 1     | 0     | 5         | 2         | 1      | 3      | 20     | 11     |
| «Лідс Юнайтед»      | Всього            | 28   | 9    | 1     | 0     | 5         | 2         | 1      | 3      | 35     | 14     |
| «Манчестер Юнайтед» | 1992–93           | 22   | 9    | 1     | 0     | 0         | 0         | 0      | 0      | 23     | 9      |
| «Манчестер Юнайтед» | 1993–94           | 34   | 18   | 10    | 5     | 4         | 2         | 1      | 0      | 49     | 25     |
| «Манчестер Юнайтед» | 1994–95           | 21   | 12   | 1     | 1     | 2         | 0         | 1      | 1      | 25     | 14     |
| «Манчестер Юнайтед» | 1995–96           | 30   | 14   | 8     | 5     | 0         | 0         | 0      | 0      | 38     | 19     |
| «Манчестер Юнайтед» | 1996–97           | 36   | 11   | 3     | 0     | 10        | 3         | 1      | 1      | 50     | 15     |
| «Манчестер Юнайтед» | Всього            | 143  | 64   | 23    | 11    | 16        | 5         | 3      | 2      | 185    | 82     |
| Всього за кар'єру   | Всього за кар'єру | 368  | 131  | 40    | 20    | 27        | 9         | 4      | 5      | 439    | 165    |

| Франція           | 1987 | - | -  | 2 | 0 | - | - | - | -  | 1 | 1  | 3  | 1 |
| 1988              | -    | - | 0  | 0 | - | - | - | - | 2  | 0 | 2  | 0  |   |
| 1989              | 3    | 1 | -  | - | - | - | - | - | 1  | 2 | 4  | 3  |   |
| 1990              | -    | - | 2  | 1 | - | - | - | - | 5  | 5 | 7  | 6  |   |
| 1991              | -    | - | 4  | 2 | - | - | - | - | 0  | 0 | 4  | 2  |   |
| 1992              | 2    | 2 | -  | - | 3 | 0 | - | - | 4  | 0 | 9  | 2  |   |
| 1993              | 6    | 4 | -  | - | - | - | - | - | 1  | 1 | 7  | 5  |   |
| 1994              | -    | - | 4  | 0 | - | - | 2 | 1 | 2  | 0 | 8  | 1  |   |
| 1995              | -    | - | 0  | 0 | - | - | - | - | 1  | 0 | 1  | 0  |   |
| Всього за кар'єру | 11   | 7 | 12 | 3 | 3 | 0 | 2 | 1 | 17 | 9 | 45 | 20 |   |